# NGC 585
NGC 585 este o galaxie spirală situată în constelația Balena. A fost descoperită în 20 decembrie 1827 de către John Herschel.